# Planetfall
Planetfall — научно-фантастическая компьютерная игра в жанре interactive fiction, космическая опера, написанная Стивом Мерецки и выпущенная компанией Infocom в 1983 году. Как и большинство игр Infocom, она использовала виртуальную машину Z-machine, что позволило выпустить игру на большом числе платформ. Хотя игра была первой для Мерецки, она вошла в число лучше всего продающихся игр Infocom. В 1988 году Planetfall, а также ещё 5 лучших игр Infocom, были переизданы в редакции Solid Gold, включавшей внутриигровые подсказки.
Planetfall получила достаточно высокие оценки от современных ей критиков. Главной особенностью игры, вызвавшей значительный интерес обозревателей и исследователей, стало включение хорошо проработанного второстепенного персонажа — робота Флойда, который одним из первых в компьютерных играх оказался способен вызвать у игроков значительный эмоциональный отклик.
По игре была выпущена книга, написанная Артуром Байроном Кавером. Она была написана в жанре юмористической фантастики и имела мало общего с игрой.

## Сюжет
После падения Второго галактического союза наступила десятитысячелетняя тёмная эпоха, в течение которой были утрачены технологии межзвёздного полёта, и многие цивилизации вынуждены были вернуться к сжиганию угля и газа для получения энергии и к выращиванию растений в открытой почве. Однако после формирования Третьего галактического союза корабли Звёздного патруля начали исследование галактики, вновь открывая человеческие цивилизации, являющиеся остатками Второго союза.
Игрок принимает роль младшего офицера на космическом корабле Звёздного патруля. Несмотря на стремление к подвигам, он должен драить палубы, и уже практически готов дезертировать. Однако на корабле происходит серия взрывов, и персонаж покидает его на спасательной капсуле, которая приземляется на ближайшей планете. На планете присутствуют следы цивилизации, но какие-либо разумные существа отсутствуют. Постепенно выясняется, что жители планеты, спасаясь от смертельной неизлечимой болезни, погрузили себя в анабиоз. Компьютеры и роботы, которые должны были найти лекарство, к моменту прибытия персонажа игрока практически завершили работу, однако планета находится на грани уничтожения: изменение её орбиты привело к глобальному потеплению и повышению уровня океанов, а также метеоритной бомбардировке. Кроме того, компьютерные системы, поддерживающие существование планеты и её обитателей, сломаны.
В игре присутствует ограничение по времени: через несколько дней после приземления, персонаж умирает от болезни, свирепствующей на планете. Обнаружение лекарства даёт возможность продолжить игру, но необходимость торопиться не исчезает, так как поднимающиеся воды океана продолжают затапливать остров, на котором разворачивается действие. Игрок должен восстановить работоспособность трёх систем, поддерживающих существование мира (коммуникации, планетарная защита и контроль курса), а также главного компьютера. После достижения этой цели жители планеты пробуждаются и вылечиваются от болезни.
В игре несколько концовок. Если игрок завершает игру, не починив систему контроля курса, население планеты вылечивается от болезни, но все усилия игрока оказываются бессмысленными, так как изменение орбиты планеты становится необратимым и она сгорает в пламени звезды. В случае, когда контроль курса восстановлен, но не отремонтированы другие системы, персонаж вынужден навсегда остаться на планете, так как корабль Звёздного патруля сбивается неправильно функционирующей системой планетарной защиты либо с ним не удаётся установить связь из-за сломанной системы коммуникации. Если починены все три системы, в благодарность жители планеты предлагают персонажу стать их верховным правителем, а прибывшая посадочная команда с корабля Звёздного патруля повышает его в звании.

## Игровой процесс
Planetfall является полностью текстовой приключенческой игрой. Игрок управляет действиями персонажа, вводя с клавиатуры команды на английском языке (например, scrub floor with the brush или enter the escape pod). В ответ на них игра отвечает несколькими предложениями, описывающими результат выполнения этих действий. Команда look выдаёт описание окружающих персонажа объектов, а команды с указанием направления (north, west, up, down и т. п.) отвечают за перемещение. Используя эти команды, игрок исследует мир игры, получает информацию о событиях сюжета и взаимодействует с окружающими его предметами и другими персонажами, решая загадки и головоломки для продвижения по сюжетной линии. Игра является пошаговой: в момент ожидания команды игрока никакие события в игровом мире не происходят.
Как и другие игры Infocom, Planetfall позволяет игроку использовать полные предложения в качестве команд и понимает различные варианты одной и той же команды. Например, для того, чтобы заставить персонажа драить палубу на космическом корабле, игрок может использовать команды clean deck, swab the deck, scrub the ground, brush the floor with the scrub brush и т.д. Длина слова, обозначающего команду или объект, ограничена 6 символами, все последующие просто игнорируются при распознавании. Всего игра понимает более 600 слов. Система распознавания команд, используемая в играх Infocom, на момент выхода игры считалась одной из лучших: большинство других игр понимало только команды из двух слов.

## Персонажи

### Персонаж игрока
Безымянный персонаж игрока родился на планете Галлиум. Хотя эта планета является одним из политических центров галактики, на ней мало интересного. В течение пяти поколений предки главного героя служили в Звёздном патруле. Его прапрадедушка был адмиралом и стоял у истоков создания Патруля. К моменту начала игры он уже прослужил в патруле год и два месяца, но до сих пор имеет всего лишь ранг энсина седьмого класса, и после перевода на корабль «Файнштейн» вынужден терпеть унижения от своего командира, энсина первого класса Блэтера.

### Блэтер
Энсин первого класса на корабле «Файнштейн». Главный герой считает его редким подонком, так как Блэтер совершенно не считается с его желаниями и заставляет драить палубы, постоянно налагая взыскания. После взрыва на корабле оказывается в спасательной капсуле на орбите планеты. Если в конце игры восстанавливается связь со Звёздным Патрулём, после спасения Блэтер понижается в звании до энсина 12 класса, и назначается персональным туалетным помощником главного героя.

### Флойд
Компаньон главного героя, маленький робот, которого он находит на планете. Он сопровождает персонажа игрока, помогая ему решать загадки игры. В один из таких моментов он вынужден принести себя в жертву, чтобы получить необходимый главному герою предмет. Он умирает на руках у персонажа, который поёт ему «Балладу о несчастном шахтёре» (англ. Ballad of Starcrossed Miner). Его «смерть» считается одним из наиболее сильных эпизодов компьютерных игр, вызывающих эмоциональную реакцию игроков. В конце игры, если игрок починил все три системы, поддерживающие существование планеты, Флойда восстанавливают, и, «воскрешённый», он готов продолжить приключения вместе с главным героем.

## Разработка
Стив Мерецки начал работу с Infocom осенью 1981 года в качестве тестировщика с почасовой оплатой. Он работал над такими играми, как Deadline, Zork III, а также Starcross. В июне 1982 года он был принят на неполный рабочий день, продолжая тестировать игры, но ещё не предполагая, что он станет автором одной из них. Однако когда в конце лета 1982 года Марк Бланк предложил ему самому написать игру, Мерецки тут же согласился.
Мерецки увлекался чтением научной фантастики, и даже сам писал научно-фантастические рассказы (не опубликованные ни одним из журналов, в которые он их посылал), поэтому он выбрал именно этот жанр для своей игры. Кроме того, поскольку взаимодействие персонажей друг с другом было «слабым местом» системы конструирования игр, использовавшейся Infocom, в качестве места действия он выбрал пустынную планету.
Стремясь к тому, чтобы выделить свою игру среди прочих, разработанных Infocom, Мерецки пришёл к идее включить в игру одного хорошо проработанного неигрового персонажа вместо большого числа слабо проработанных. Ещё на ранних стадиях разработки было решено, что таким персонажем станет «милый робот». Мерецки указывает, что на него могли повлиять фильмы оригинальной трилогии Звёздных войн (из которых к тому времени вышло два), а также персонаж Уиллиса, милого пришельца из книги Роберта Хайнлайна «Красная планета». Кроме того, технические ограничения не позволяли создать достаточно правдоподобного персонажа-человека, в то время как в отношении робота ожидания игроков не были бы столь высокими.
Изначально задумывалось, что Флойд будет милым и привлекательным. В процессе написания игры персонаж Флойда стал приобретать слишком юмористический, и в то же время более сентиментальный характер, чем изначально задумывалось. Мерецки понял, что Флойд может вызвать у игроков эмоциональную привязанность, и решил включить в игру его трагическую смерть. В качестве второстепенной причины этого решения он называет сопернические чувства в отношении Electronic Arts, рекламные материалы которой содержали обещания превратить игры в произведения искусства, способные заставить людей плакать. Стив хотел сделать это раньше EA.
Мерецки отмечает, что «самой удивительной вещью, связанной с созданием Флойда было то, каким лёгким оно было». Весь текст и код, связанный с персонажем, включающий компоненты, ответственные за прямое взаимодействие и общение робота с игроком, действия, выполняемые в конце игрового шага, а также связанные с происходящими в ходе игры событиями, если бы он был распечатан, занял бы менее десяти страниц.
Изначальным авторским названием игры было Sole Survivor («Единственный выживший»). Позже оно было сокращено до Survivor («Выживший»). Однако игра с таким названием уже существовала. Infocom обратилось к рекламному агентству Giardini/Russel, которое предложило список из примерно 30 названий. Наилучшим из них, по мнению агентства, было Lost Planet («Затерянная планета»). Однако в Infocom не были удовлетворены этим вариантом, навевавшим ассоциации с телесериалом Lost in Space («Затерянные в космосе»), и Марк Бланк предложил название Planetfall. По его мнению, это слово означало посадку на новую планету (по ассоциации с англ. landfall — приземление). Это и стало итоговым названием игры.

## Восприятие
| Иноязычные издания                               | Иноязычные издания |
| Издание                                          | Оценка             |
| ------------------------------------------------ | ------------------ |
| Amiga Action                                     | 82/100             |
| Amiga Format                                     | 75 %               |
| AllGame                                          | [ 23 ]             |
| Computer Games                                   | A+                 |
| Adventure Classic Gaming                         | [ 9 ]              |
| CU Amiga                                         | 85 %               |
| Награды                                          |                    |
| Издание                                          | Награда            |
| InfoWorld: Лучшая приключенческая игра 1983 года |                    |

Игра считается одной из наиболее любимых публикой среди выпущенных Infocom, сформировав у Мерецки репутацию хорошего рассказчика, владеющего юмористическими приёмами.
Журнал Softline указал, что «головоломки хороши; персонаж Флойда великолепен». Хотя в целом игра была признана отличной, концовка была охарактеризована как «беззастенчивое удовлетворение инфантильных желаний… больше походящее на волшебную сказку». В 1984 году по результатам опроса читателей этого журнала игру оказалась на 10-м месте в списке самых популярных программ для Apple за 1983 год. Издание Computer Gaming World описало использование Флойда в роли помощника главного героя как уникальную особенность игры и выразило надежду, что и в будущем компьютерные игры предложат подобные инновации. В целом Planetfall была охарактеризована как «ещё одно прекрасное приключение» для фанатов текстовых квестов и хорошая первая игра для новичков в жанре. Creative Computing охарактеризовал Planetfall как «поразительную, весёлую, озадачивающую и занимательную». В отношении Флойда издание писало: «это самая оригинальная и умело написанная часть игры: Флойд, несмотря на то, что он истерически смешон большую часть приключения, вызывает у игрока подлинные чувства близости и привязанности».
Отмечался также комплект поставки игры, включавший в себя традиционные для Infocom «feelies» — небольшие предметы, призванные помочь игроку лучше вжиться в мир игры. С Planetfall игрок получал несколько «межпланетных» открыток, удостоверение члена Звёздного патруля (в формате пластиковой карты) и личный дневник персонажа.
Журнал InfoWorld признал Planetfall лучшей приключенческой игрой 1983 года.
В то же время оценки игры не были исключительно положительными. Например, как неудачная находка рассматривалась необходимость учитывать потребность персонажа в еде и во сне, которая, по мнению Ника Монфорта, не добавляла в игру интересных испытаний. Гарет Риз, один из известных авторов и критиков игр в жанре interactive fiction, указывал, что необходимость есть и пить дважды в день, чтобы не умереть от голода и жажды, не только утомляет, но и является нереалистичной. В итоге он называет Planetfall «худшей игрой Infocom из тех, что я играл». В обзоре сайта Adventure Classic Gaming основными недостатками игры была названа невысокая сложность игры и проблемы с управлением предметами, находящимися у персонажа.
В более поздних источниках говорится, что Planetfall «до сих пор вспоминается с любовью», а отдельные детали игры описываются как «исключительные», в том числе смерть Флойда. По словам автора игры Стива Мерецки, «многие игроки» рассказывали ему, что они плакали в момент смерти Флойда. Журнал Softline писал: «Нечасто испытываешь такие чувства. Может быть, после прочтения „Паутины Шарлотты“. Может быть, когда убивают мать Бэмби. Может быть, когда Раскольников находит Бога на каторге в Сибири. Но эта сцена из компьютерной игры. Игры!» Смерть Флойда описывается как превращающая игру из сложной головоломки в пробуждающее чувства театральное переживание, после которого игрок чувствует себя одиноким и понёсшим тяжёлую утрату. Как указывал Мерецки, даже игроки, которым Флойд казался надоедливым или отвлекающим, после его «смерти» понимали, что им его не хватает: его потеря сама по себе не вызывала сильных чувств, но его отсутствие создавало ощущение пустоты в игровом мире. Память об этом событии остаётся с игроками на долгие годы и воспринимается как непосредственный опыт. Этот эпизод описывается как важный шаг на пути превращения компьютерных игр в экспрессивное повествовательное искусство.
В 1989 году в журнале English Journal была опубликована статья, в которой Planetfall, наряду с другими играми жанра interactive fiction, рекомендовалось использовать в школьном обучении на уроках литературы. В ней указывалось, что такие игры, как Planetfall, помогают выработать у учеников способность к вдумчивому чтению, предполагающему анализ произведения.

## Продолжение и влияние
В 1987 году было выпущено продолжение игры под названием Stationfall, также написанное Мерецки. В 1995 году планировалось выпустить третье продолжение под названием Planetfall: The Search for Floyd (или Planetfall 2: Floyd's Next Thing), однако оно было отменено на поздних стадиях разработки.
Завязка из Planetfall (уборщик спасается с погибающего космического корабля) была использована в выпущенной Sierra On-Line в 1986 году игре Space Quest.